# Henryk von Waldeck
Henryk von Waldeck (ur. przed 1236; zm. prawdopodobnie 1279 lub 1288), syn Henryka I Waldeck-Schwalenberg (zm. przed 21 września 1214) i jego żona Heski z Dassel z (zm. po 25 lipca 1220).
Jako młodszy syn hrabiego był wręcz skazany na karierę kościelną: został kanonikiem w Fritzlar, kanonikiem w Paderborn, adiunktem Corvey i w 1219 prepozytem Schildesche. Następnie objął rektorat w Paderborn w 1275, ale został zwolniony pod zarzutem malwersacji pieniędzy. W 1278 roku został pokonany w wyborach na biskup Paderborn.